# Mylothris polychroma
Mylothris polychroma är en fjärilsart som beskrevs av Berger 1981. Mylothris polychroma ingår i släktet Mylothris och familjen vitfjärilar. IUCN kategoriserar arten globalt som otillräckligt studerad. Inga underarter finns listade i Catalogue of Life.